# Chalou-Moulineux
Chalou-Moulineux – miejscowość i gmina we Francji, w regionie Île-de-France, w departamencie Essonne.
Według danych na rok 1990 gminę zamieszkiwało 389 osób, a gęstość zaludnienia wynosiła 37 osób/km² (wśród 1287 gmin regionu Île-de-France Chalou-Moulineux plasuje się na 870. miejscu pod względem liczby ludności, natomiast pod względem powierzchni na miejscu 352.).